# Pete Trewavas
Pete Trewavas (* 15. ledna 1959, Middlesbrough, Severní Yorkshire, Anglie) je rockový baskytarista, který hraje v britské progresivní rockové kapele Marillion od roku 1982, kdy nahradil Dize Minnetta. Kromě Marillion má Pete také své projekty jako Kino, Transatlantic, Big Big Train nebo The Wishing Tree.